# Харпакова Балка
Харпакова Балка — ліквідоване село, Водянобалківська сільська рада, Диканський район, Полтавська область, Україна.
Село ліквідоване в 1979—1987 роках.

## Географія
Село Харпакова Балка розташоване на правому березі річки Середня Говтва, вище за течією за 0,5 км розташоване село Онацьки.